# Direction générale des Impôts
Pour les articles homonymes, voir DGI et Direction générale des Impôts (homonymie).
 (février 2016).
La direction générale des Impôts (DGI) était une direction de l’administration publique française, créée en 1948, qui dépendait en général des ministres des finances ou du budget.
Elle a été supprimée en avril 2008, en étant fusionnée avec la direction générale de la Comptabilité publique (DGCP) pour former la direction générale des Finances publiques (DGFiP).

## Historique
La DGI a été créée par décret du 16 avril 1948, en unifiant trois services différents : les régies des contributions directes, des contributions indirectes et la direction générale de l'enregistrement.
Elle relevait précédemment des ministres des finances ou du budget.
La fusion avec la DGCP a été préparée à partir de l'annonce en Conseil des ministres du 20 juin 2007 ; puis un communiqué de presse du ministre du budget Éric Woerth a annoncé le 4 octobre 2007 que la fusion aboutirait à une nouvelle direction unique, appelée direction générale des Finances publiques.
Le décret du 31 mai 2007, relatif aux attributions du nouveau ministère du Budget, lui a rattaché la DGI. Cependant, une des composantes de la DGI, la direction de la Législation fiscale (DLF), connaît une double tutelle avec le Ministère de l'Économie.
En vertu du principe de séparation des ordonnateurs et des comptables, l'administration des impôts était responsable des travaux d'assiette et de liquidation de l'impôt, tandis que le réseau des comptables publics de la direction générale de la Comptabilité publique (DGCP) assurait traditionnellement le recouvrement de l'impôt direct. Toutefois, la DGI a également constitué un réseau comptable, chargé à l'origine du recouvrement des impôts indirects.
Cette distinction a évolué progressivement avec la réforme des services publics. Après la création d’un interlocuteur fiscal unique (IFU), le recouvrement de certains impôts professionnels directs avait été transféré à la DGI avant 2008 (IS, taxes assises sur les salaires).
Le système fiscal français repose sur un système déclaratif, ce qui responsabilise le contribuable et ajoute aux agents des impôts une importante mission de réception et d'information. La DGI était chargée d'une mission de contrôle à l'égard de tous les impôts qu'elle gérait.

## Les missions de la DGI
La principale mission de la DGI était fiscale, de l'établissement au recouvrement, contrôle et contentieux de l'impôt.
Elle partageait son domaine de compétence avec les deux autres administrations fiscales, la direction générale des douanes et droits indirects (DGDDI) et la Direction générale de la Comptabilité publique (DGCP). Elle assurait également d'autres missions techniques qui n’étaient pas spécifiquement fiscales.

### Missions fiscales
Au cours de la procédure d'imposition, les services fiscaux avaient pour compétence :
- Le calcul (assiette et liquidation) de l'impôt des particuliers et des professionnels, à savoir, pour les principaux :
  - impôt sur le revenu des personnes physiques (IR, parfois désigné aussi par le sigle IRPP),
  - impôt sur les sociétés (IS),
  - taxe sur la valeur ajoutée (TVA),
  - droits d'enregistrement,
  - impôt de solidarité sur la fortune (ISF),
  - impôts locaux : taxe d'habitation (TH), taxe sur les logements vacants (TLV), taxe d'habitation sur les logements vacants (THLV), taxe professionnelle (TP), taxe foncière sur les propriétés bâties et taxe foncière sur les propriétés non bâties (TF),
  - contribution à l'audiovisuel public (CAP).

Les droits d'accise et de douane relèvent en revanche de la compétence de la DGDDI, ainsi que la taxe à l'essieu.
- L'encaissement de tous les impôts qui étaient gérée par la DGI, à l'exception de l'IR et des impôts locaux, recouvrés par la DGCP. La création des services des impôts unifiés pour les particuliers (SIP) devra mettre fin à cette distinction.
- Le contrôle des déclarations fiscales. Les différentes formes de contrôle sont :
  - le contrôle sur pièces (depuis le bureau)
  - le contrôle externe (sur place, avec examen de comptabilité ou de situation fiscale personnelle)
- Le traitement du contentieux de l'impôt. Les services fiscaux traitent les réclamations contentieuses préalables et les demandes gracieuses, lorsque ses agents ont compétence pour répondre ou à l'attention du ministre du budget. Si la réclamation préalable est rejetée, le contribuable peut saisir le juge de l'impôt, c'est-à-dire soit le juge administratif (pour les impôts directs et la TVA) soit le juge judiciaire (pour les droits d'enregistrement et l'ISF)

Au sein de la DGI, les anciens services d'assiette (Inspection de fiscalité professionnelle) et de recouvrement (Recette des impôts) avaient fusionné en un unique service des impôts des entreprises (SIE). La DGI avait pour mission la gestion quasi complète des impôts professionnels au travers de l'IFU (interlocuteur fiscal unique, dont la mise en place s'est achevée le 1er janvier 2006), à l'exception notable du recouvrement de la taxe professionnelle.
Depuis la fusion, et à partir des impositions 2008, les IFU seront aussi chargés du recouvrement de la taxe professionnelle. Un service des impôts des particuliers (SIP) devra être créé sur le même modèle par fusion des services des impôts et des trésoreries à compétence fiscale.

### Missions juridiques et techniques
La DGI assurait également :
- la préparation et rédaction des mesures fiscales à destination du législateur et de l'autorité réglementaire (Direction de la législation fiscale)
- l'enregistrement des actes : notariés (service de la Conservation des hypothèques) ou non (service de l'enregistrement qui permet à tout particulier de donner date certaine à un acte tel que bail ou contrat de travail)
- la mise à jour du fichier cadastral (service du Cadastre)

La gestion du domaine de l'État (service France Domaine), autrefois attribuée à la DGI, avait été transférée à la DGCP le 1er janvier 2007.

## Organisation
La DGI disposait de services territoriaux, de services à compétence nationale et de services centraux.

### Les services territoriaux
Les services territoriaux, ou déconcentrés, de la DGI sont désormais intégrés à titre transitoire au sein de la nouvelle direction générale des finances publiques et conservent leur organisation et attributions. Des changements notables interviendront pour les services chargés de l’impôt des particuliers, qui doivent fusionner avec les trésoreries à compétence fiscale pour progressivement créer jusqu'en 2011 des Services Impôts des Particuliers (SIP).
Auparavant, les services fiscaux constituaient dans le département une Direction des Services Fiscaux (DSF). La France comptait 107 DSF (une par département sachant que les Hauts-de-Seine, le Nord, les Bouches-du-Rhône étant subdivisés en deux, et Paris était subdivisé en cinq). La DSF était dirigée par le directeur des services fiscaux.
En dehors des services de direction, les différents services territoriaux sont les suivants :
- les centres des impôts (CDI), chargé du calcul et du contrôle de l'impôt des particuliers ainsi que de la fiscalité locale. Voir Service des Impôts des Particuliers (SIP) ;
- les services des impôts des entreprises (SIE) regroupant un à plusieurs IFU (Interlocuteur Fiscal Unique) chargé de la gestion des dossiers et du calcul des impôts des professionnels (TVA, TP et IS/BIC/BNC). Certains de ces SIE (généralement ceux des sous-préfectures et préfectures) possèdent un Pôle Enregistrement, chargé de collecter les actes, notamment les successions[9] ;
- les pôles de contrôle et d'expertise (PCE) chargés du contrôle des entreprises ;
- les brigades de vérification générale (BVG) chargé des contrôles plus importants, que cel soit pour les particuliers ou les professionnels (les inspecteurs de ces services peuvent se déplacer sur place) ;
- les brigades de contrôle et de recherches (BCR), généralement une par département qui assiste les autres services dans leur mission de contrôle en collectant des renseignements (relevés bancaires par exemple…) ;
- les centres des impôts fonciers (CDIF), tient le plan cadastral et calculent les valeurs locatives des logements qui sert de base à la Taxe d'Habitation ou foncière ;
- le service de publicité foncière (SPF) chargé de l'enregistrement des actes notariés et tient à jour le fichier des immeubles (anciennement : la conservation des hypothèques, ce service n'existe plus depuis le 1er Janvier 2013 remplacé par Le SPF). Ce service n'existe pas en Alsace-Moselle qui dispose du livre foncier.

Ces services sont implantés dans les principales villes du département et appelés à recevoir le public pour toute question d'ordre fiscal. Lorsque ces services sont réunis dans un même bâtiment, celui-ci est appelé un Hôtel Des Impôts (HDI). Lorsqu'une trésorerie y est adjointe, on parle d'Hôtel Des Finances (HDF). Il existe aussi des services spécialisés.
Les DSF étaient sous la responsabilité de neuf directions interrégionales (DI). Elles n’avaient pas une autorité hiérarchique sur les DSF mais coordonnait les travaux de ces directions en relation directe avec la direction générale de Bercy. L’échelon de la DI doit être maintenu après la fusion.
On comptait également dix directions spécialisées chargées du contrôle fiscal (DIRCOFI) sur des territoires qui correspondaient aux DI – sauf pour l’Île-de-France qui était divisée en deux (est et ouest) – et dont les brigades de contrôle sont chargées des entreprises les plus importantes de leur ressort territorial. Ces directions existent toujours en tant que directions spécialisées des Finances publiques.
La DGI disposait en outre de 16 centres de services informatiques (CSI) chargés des saisies et des impressions de masse, ainsi que de l’assistance téléphonique pour l’informatique.

### Les services à compétence nationale (SCN)
Les directions suivantes exercent une compétence particulière sur l'ensemble du territoire français :
- la direction des grandes entreprises (DGE) à Pantin, chargée de gérer la fiscalité des entreprises réalisant plus de 400 millions de chiffres d'affaires, ainsi que leurs filiales ;
- la direction des vérifications nationales et internationales (DVNI) à Pantin, chargée de réaliser le contrôle fiscal des grandes entreprises ; des services destinés au contrôle des comptabilités informatisées sont implantés à Lille, Lyon, Marseille, Nantes, Strasbourg, Toulouse et Bordeaux (depuis le 01/09/2014).
- la direction nationale des enquêtes fiscales (DNEF) à Pantin, chargée de dépister les circuits de fraude fiscale ; elle avait des antennes à Bordeaux, Lille, Lyon, Marseille, Orléans, Rennes, Strasbourg, Toulouse.

Ces trois services sont situés à Pantin, sur l'ancien site de la Manufacture des tabacs.
- la direction nationale de vérification des situations fiscales (DNVSF) implantée dans le 17e arrondissement de Paris, chargée du contrôle de la fiscalité des particuliers les plus importants.
- la direction des résidents à l'étranger et des services généraux (DRESG), chargée du suivi des personnes non-résidentes en France mais percevant des revenus de sources française à Noisy-le-Grand, ainsi que des services généraux (RH, etc.) se trouvant dans le bâtiment du ministère à Bercy.
- Le service de la documentation du cadastre à Saint-Germain-en-Laye.
- L'École nationale des finances publiques (ENFiP) à Noisy-le-Grand, chargée de la formation (initiale et en cours de carrière) des agents, ainsi que de leurs recrutement, via les concours.
- La direction des impôts spécialisés pour la région Paris / Île-de-France implanté dans le 20e arrondissement de Paris. Cette direction a définitivement disparue le 1er septembre 2010, intégrée à la nouvelle DRFIP de Paris Île-de-France.
- Le Service central national Impôt Service à Pantin qui gère les nouveaux centre d'appels (trois à Lille, Nancy et Rouen) des finances publiques qui permettent aux contribuables d'obtenir des renseignements généraux ou plus précis d'ordre fiscal, du lundi au vendredi de 8 à 22 heures et le samedi de 9 à 19 heures.

Il existe désormais une possibilité pour les agents d'être affectés dans un nouveau service appelé "services centraux DGFIP", commun avec le Trésor et chargé du pilotage de la fusion.
À noter enfin que la direction nationale des interventions domaniales (chargée de la vente du domaine de État), auparavant rattachée à la DGI, avait rejoint la DGCP en raison du rattachement de France Domaine à la DGCP en 2007.
Enfin, le Projet Copernic est un service de mission chargé d'élaborer un cadre informatique applicatif unique pour toute la DGFiP, en remplacement des anciennes applications actuellement indépendantes (ce n'est pas un service central mais bien un projet: il est rattaché aux services susmentionnés).

### Les services centraux
Les services centraux de la DGI, appelés « Direction générale » (DG), étaient situés à Bercy. Ils étaient placés sous l'autorité du directeur général des impôts.
Après fusion, les services centraux de la DGI et de la DGCP seront redéfinis.
La DG était auparavant subdivisée en directions, sous-directions et bureaux. La DG était chargée en premier lieu d'animer et coordonner le réseau DGI, via :
- le service de l'application (outils de gestion),
- le service juridique (orientation, contentieux juridictionnel de cassation et affaires particulières)
- le service des ressources (RH et logistique),
- la sous-direction du contrôle fiscal (orientation, affaires particulières et internationales).

Par ailleurs, la Direction de la Législation Fiscale (DLF) était dans une position particulière. Placée sous l'autorité du ministère de l'Économie, des Finances et de l'Emploi, le ministère du Budget en dispose également « pour la préparation des lois de finances ».
Elle est chargée d'une mission de rédaction et de codification des dispositions à caractère fiscal, tant légales que réglementaires. Elle rédige à ce titre le Bulletin officiel des impôts (BOI), un commentaire administratif de la réglementation applicable.

#### Liste des directeurs généraux des Impôts
- Pierre Tissier du 18 mai 1948 au 10 juin 1949
- Pierre Allix du 10 juin 1949 au 12 mars 1955
- Robert Blot du 31 mars 1955 au 3 août 1961
- Max Laxan du 30 août 1961 au 31 juillet 1967
- Dominique de La Martinière du 1er août 1967 au 8 novembre 1973
- Robert Bertaux du 9 novembre 1973 au 24 mars 1976
- Philippe Rouvillois du 25 mars 1976 au 10 août 1982
- Jean-Michel Bloch-Lainé du 11 août 1982 au 1er août 1984
- Yvon Ollivier du 2 août 1984 au 15 mai 1986
- Robert Baconnier du 15 mai 1986 au 30 août 1989
- Jean Lemierre du 30 août 1989 au 24 juillet 1995
- André Barilari du 24 juillet 1995 au 17 décembre 1997
- Jean-Pascal Beaufret du 17 décembre 1997 au 30 novembre 1999
- François Villeroy de Galhau du 2 février 2000 au 26 août 2003
- Bruno Parent du 27 août 2003 au 8 novembre 2007
- Jean-Marc Fenet du 9 novembre 2007 au 3 avril 2008.